# Exetastes bioculatus
Exetastes bioculatus är en stekelart som beskrevs av Cresson 1872. Exetastes bioculatus ingår i släktet Exetastes och familjen brokparasitsteklar. Inga underarter finns listade i Catalogue of Life.